# Dainis Krištopāns
Dainis Krištopāns (ur. 27 września 1990 w Lucynie) – łotewski piłkarz ręczny, prawy rozgrywający,  zawodnik Füchse Berlin.
Początkowo występował w łotewskim SK Latgols. W 2009 przeszedł do Tatrana Preszów, z którym w kolejnych latach wielokrotnie zdobywał mistrzostwo Słowacji i Puchar Słowacji. W barwach Tatrana występował ponadto w europejskich pucharach – w Lidze Mistrzów rzucił w sezonie 2010/2011 28 bramek, natomiast w Pucharze EHF zdobył w ciągu czterech sezonów 100 goli. Będąc graczem słowackiej drużyny grał również w Lidze SEHA – w sezonie 2013/2014 rzucił w niej 107 bramek, zajmując 2. miejsce w klasyfikacji najlepszych strzelców rozgrywek. W lutym 2015 przeszedł do katarskiego Al-Rajjan, natomiast na początku sezonu 2015/2016 został graczem  białoruskiego Mieszkowa Brześć, w barwach którego zdobył w ciągu dwóch następnych lat 138 goli w Lidze Mistrzów. W lipcu 2017 przejdzie do Vardara Skopje, z którym podpisał trzyletni kontrakt.
W barwach reprezentacji Łotwy występował w meczach eliminacyjnych do mistrzostw świata i mistrzostw Europy. W rozegranych pomiędzy listopadem 2015 a czerwcem 2016 ośmiu spotkaniach kwalifikacyjnych do mistrzostw świata we Francji (2017) zdobył 63 bramki, zajmując 1. miejsce w klasyfikacji najlepszych strzelców eliminacji w Europie.

## Sukcesy
Tatran Preszów
- Mistrzostwo Słowacji: 2009/2010, 2010/2011, 2011/2012, 2012/2013, 2013/2014
- Puchar Słowacji: 2010, 2011, 2012, 2013, 2014

Mieszkow Brześć
- Mistrzostwo Białorusi: 2015/2016
- Puchar Białorusi: 2016

Indywidualne
- Król strzelców europejskich eliminacji do mistrzostw świata we Francji w 2017 (rzucił 63 bramki; reprezentacja Łotwy)[7]
- 2. miejsce w klasyfikacji najlepszych strzelców Ligi SEHA: 2013/2014 (rzucił 107 bramek; Tatran Preszów)[3]
- Najlepszy prawy rozgrywający Final Four Ligi SEHA: 2013/2014 (Tatran Preszów)[8], 2016/2017 (Mieszkow Brześć)[9]
- Najlepszy prawy rozgrywający Ligi SEHA: 2016/2017[10]